# FK MAS Táborsko
L'FK MAS Táborsko, a.s. noto in precedenza come FK Sezimovo Ústí è una società calcistica ceca con sede nella città di Sezimovo Ústí. Milita nella 2. liga, la seconda divisione del campionato ceco di calcio.

## Palmarès

### Competizioni nazionali
- Česka fotbalová liga: 1

2009-2010

### Altri piazzamenti
- Fotbalová národní liga:

Terzo posto: 2013-2014, 2023-2024
- Česka fotbalová liga:

Secondo posto: 2007-2008

## Organico

### Rosa 2010-2011
| N. |                      | Ruolo | Calciatore        |
| -- | -------------------- | ----- | ----------------- |
|    | Rep. Ceca (bandiera) | P     | David Šimon       |
|    | Rep. Ceca (bandiera) | P     | Lukáš Varyš       |
|    | Rep. Ceca (bandiera) | P     | Martin Doležal    |
|    | Rep. Ceca (bandiera) | D     | Tomáš Mašek       |
|    | Rep. Ceca (bandiera) | D     | Jan Předota       |
|    | Rep. Ceca (bandiera) | D     | Pavel Novák       |
|    | Rep. Ceca (bandiera) | D     | Martin Macháček   |
|    | Rep. Ceca (bandiera) | D     | Jaroslav Nesvatba |
|    | Rep. Ceca (bandiera) | D     | Petr Martínek     |
|    | Rep. Ceca (bandiera) | C     | Stanislav Rožboud |
|    | Rep. Ceca (bandiera) | C     | Milan Barteska    |
|    | Rep. Ceca (bandiera) | C     | Jiří Kostečka     |

| N. |                       | Ruolo | Calciatore          |
| -- | --------------------- | ----- | ------------------- |
|    | Rep. Ceca (bandiera)  | C     | Aleš Kočí           |
|    | Rep. Ceca (bandiera)  | C     | Rostislav Nejapsa   |
|    | Slovacchia (bandiera) | C     | Michal Lalik        |
|    | Rep. Ceca (bandiera)  | C     | Ivan Círeský        |
|    | Rep. Ceca (bandiera)  | C     | Martin Čupr         |
|    | Rep. Ceca (bandiera)  | C     | Petr Javorek        |
|    | Rep. Ceca (bandiera)  | C     | Martin Jasanský     |
|    | Rep. Ceca (bandiera)  | A     | Marian Horka        |
|    | Serbia (bandiera)     | A     | Vukadin Vukadinović |
|    | Rep. Ceca (bandiera)  | A     | Pavel Simr          |
|    | Rep. Ceca (bandiera)  | A     | Lukáš Mach          |
|    | Rep. Ceca (bandiera)  | A     | David Vaněček       |